# Cesare Fracanzano

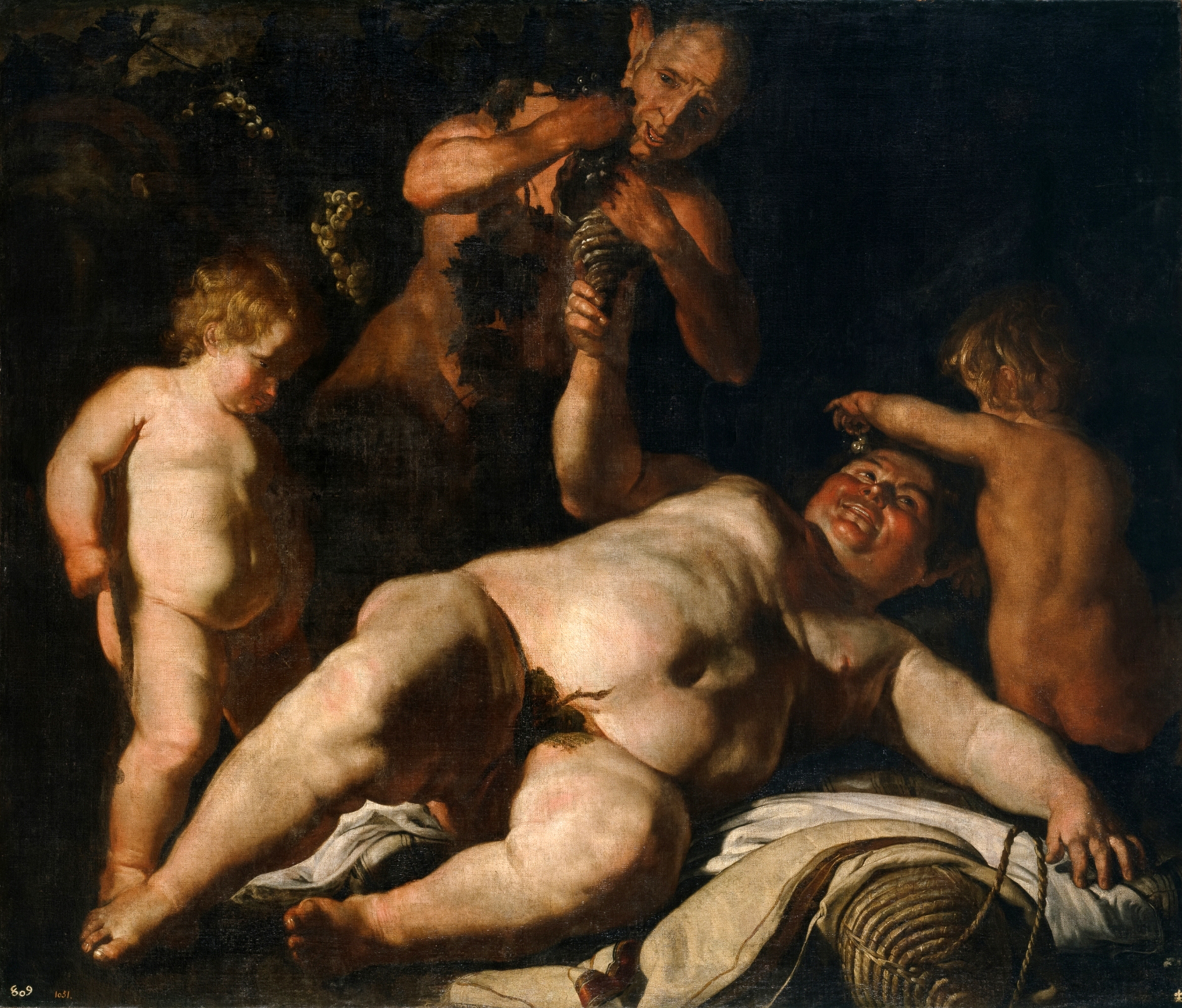
Drunken Silenus, Museo del Prado, c. 1630-1635.

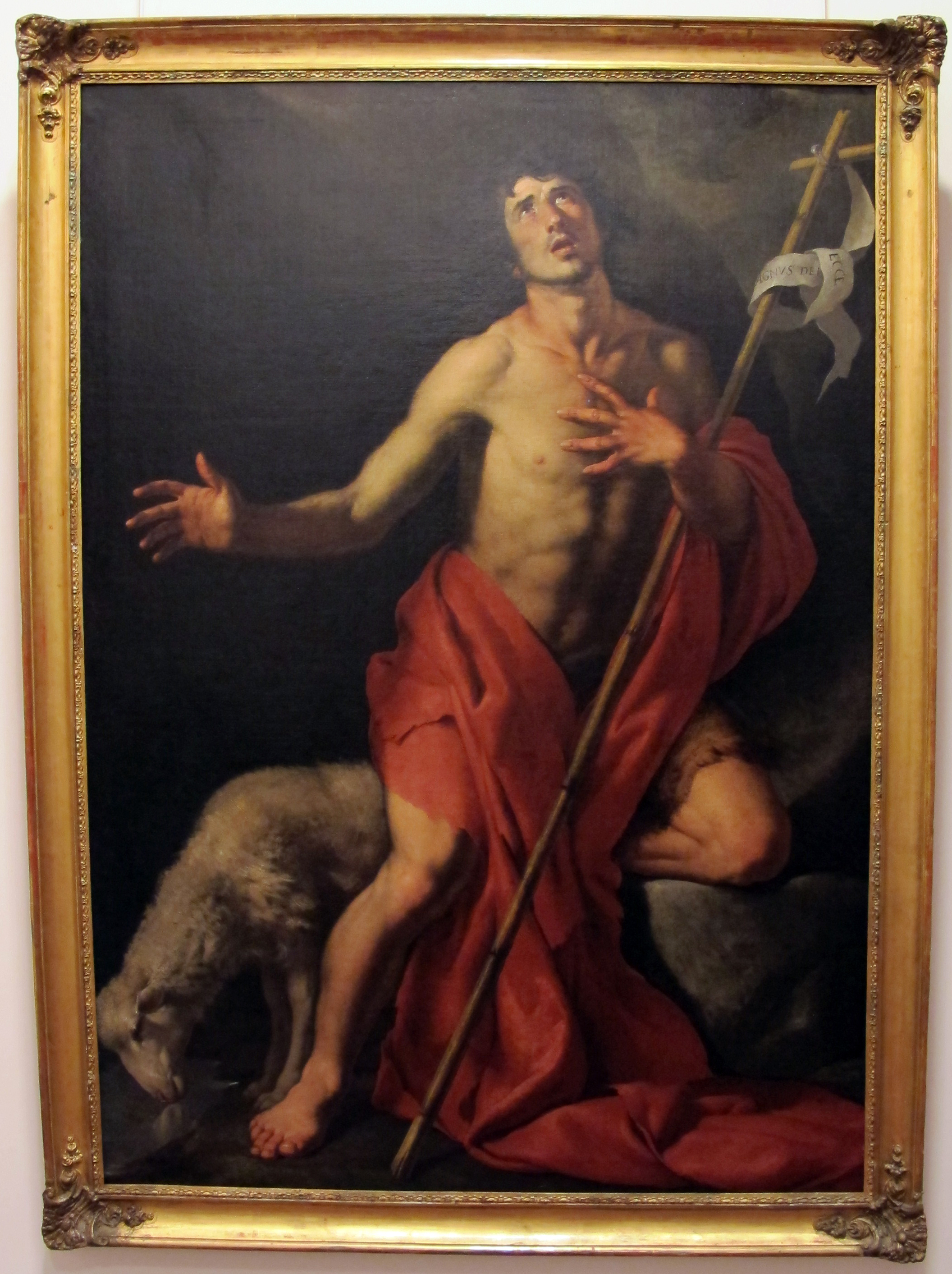
Saint Jean-Baptiste, musée de Capodimonte de Naples.

Cesare Fracanzano, né à Bisceglie le 16 octobre 1604 et mort à Barletta en 1651, est un peintre italien actif dans le royaume de Naples.

## Biographie
Cesare Fracanzano naît en 1605 à Bisceglie. Son père Alessandro, peintre maniériste né à Vérone en 1567, appartient à une famille de la petite noblesse. Cesare ainsi que son frère Francesco, plus connu par la suite, apprennent le métier auprès de leur père qui va de ville en ville exercer son art au gré des commandes. Vers 1630 Cesare Fracanzano entre à l'atelier de Ribera à Naples. 
L'art de Fracanzano est donc influencé par son maître, mais aussi par le Tintoret, les frères Carrache et Guido Reni. Après de longues années à Naples, il s'installe à Barletta, où il avait épousé Beatrice Covelli en 1626. Devenu veuf, il épouse son modèle préféré que l'historien d'art Dominici a identifié dans certaines de ses toiles. Il décore des églises et des palais seigneuriaux des Pouilles, et il se rend aussi à Naples et à Rome.

## Œuvres

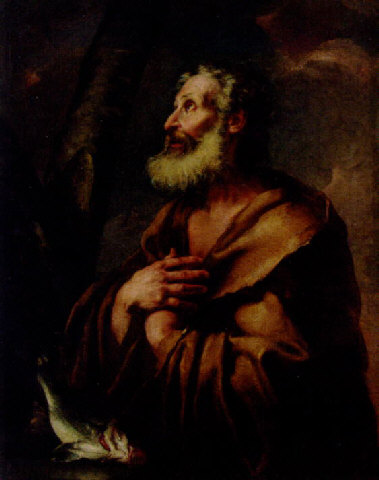
Saint André, collection particulière.

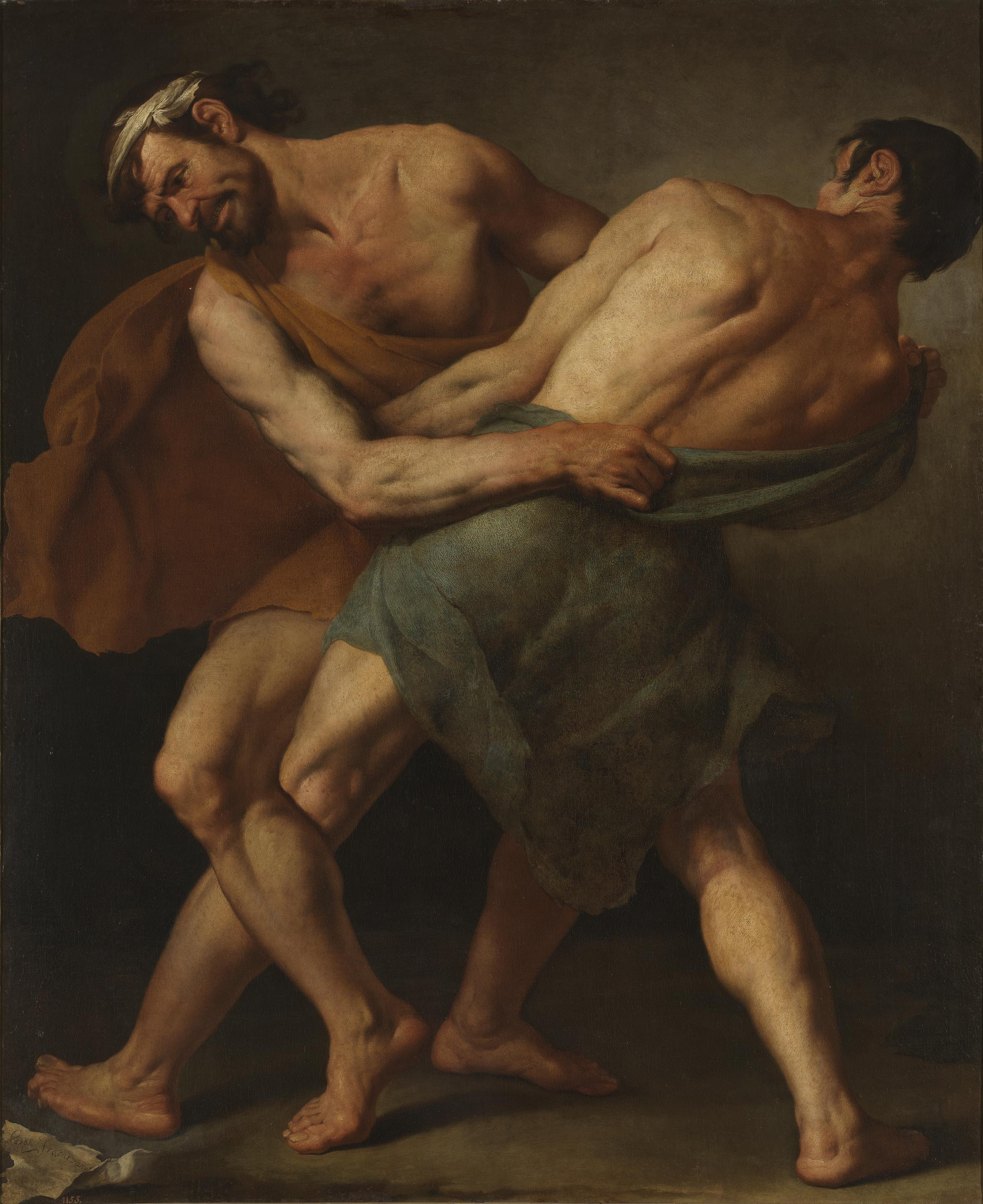
Deux lutteurs ou Hercule et Antée, musée du Prado (Madrid).

Un certain nombre de ses œuvres sont conservées à Barletta: 
- Église Santa Maria di Nazareth, quatre toiles: La Sainte Famille, dite aussi La Présentation, Saint François Xavier, Sainte Hélène[6] et une Immaculée Conception;
- Église Sant'Andrea, une Nativité;
- Église de la Madonna del Carmine, Immaculée Conception;
- Église San Ruggero, deux tableaux: Crucifixion, Saint Nicolas;
- Église San Gaetano, deux toiles: Sainte Anne, une Sainte Famille[1];
- Palais archiépiscopal: Nativité, Le Martyre de saint Sébastien, Immaculée Conception avec des saints, Le Christ apparaissant à saint François, toiles provenant toutes de l'église Sant'Antonio;
- Église du Purgatoire: la Madone des suffrages et Tête du Père éternel;
- Pinacothèque de Barletta, Collection Gabbiani, trois toiles: L'Assomption de la Bienheureuse Vierge Marie, Saint Pierre et Saint Jean de la Croix.

Parmi les autres œuvres de Fracanzano présentes en Italie sont:
- à Tarente, Palazzo Carducci Artenisio, douze tableaux ovales qui représentent des saints vénérés par la famille Carducci: Saint André, Sainte Étienne, Saint Jean-Baptiste, Saint Jérôme, Saint Pierre, Saint Sébastien, Saint Michel Archange, etc.
- à Corigliano Calabro, Église Santa Maria Maggiore, Sainte Agathe en prison;
- à Palerme, Galerie régionale du Palazzo Abatellis, Le Tourment de Tityos;
- à Martano, Église Santa Maria Assunta, Immaculée Conception;
- à L'Aquila, Museo nazionale, L'Extase de saint François;
- à Andria (BT), 
  - Cathédrale, L'Immaculée Conception avec saint Janvier et saint Richard (attr.);
  - Palais épiscopal, Madeleine au Tombeau (attr.);
  - Santuario S. M. dei Miracoli, deux toiles: Saint Benoît (attr. 1633) et Sainte Scolastique (attr. 1633);
- à Naples,
  - Basilique du Gesù Vecchio dell'Immacolata di Don Placido, Saint François Xavier (1641[9]);
  - Église Santa Maria della Speranza, toile de Notre-Dame de l'Espérance[6];
  - Église Santa Maria della Sapienza, fresques de la voûte et de l'abside[10];
  - Ermitage des Camaldules, L'Assomption de la Bienheureuse Vierge Marie avec des saints;
  - Église San Ferdinando, Immaculée Conception;
  - musée de Capodimonte, plusieurs toiles de la période 1626 - 1647;
  - Église San Domenico Maggiore, Madeleine pénitente[6].

à l'étranger:
- Madrid, musée du Prado, huile sur toile, 156 x 128 cm, Deux lutteurs, ou Hercule et Antée (vers 1637)